# M, le bord de l'abîme
M, le bord de l'abîme est un roman policier français écrit par Bernard Minier, publié chez XO éditions en 2019. C'est le septième roman publié par l'auteur. L'action se situe à Hong Kong en Chine et a pour thème les nouvelles technologies et les risques pour la liberté et la démocratie.

## Intrigue
Moïra, une jeune française est embauchée dans une des plus grandes entreprises chinoises du secteur des technologies de l'information et de la communication, Ming. Elle est chargée de contribuer à l'amélioration d'un assistant virtuel, un chatbot nommé DEUS basé sur une technologie d'intelligence artificielle. Elle doit s'assurer de la pertinence de ses réponses aux questions des utilisateurs car le fondateur et dirigeant de la société, Ming Jianfeng, a pour ambition de dominer le marché mondial des assistants conversationnels. Cependant, la brigade financière le soupçonne de corruption et autres malversations.
Les employés de Ming y compris les cadres comme Moïra sont surveillés en permanence, nuit et jour, leurs déplacements, leurs communications et même leur santé, grâce aux appareils Ming qu'ils doivent toujours avoir avec eux.
Par ailleurs, les services de la police criminelle enquêtent au sujet de jeunes femmes violées et cruellement torturées jusqu'à la mort. Ils découvrent que toutes les victimes ont travaillé chez Ming. Ils approchent Moïra pour tenter d'obtenir des informations internes à l'entreprise.

## Personnages principaux

### Personnel de Ming
- Ming Jianfeng : dirigeant de Ming Inc.
- Julius Ming : fils de Ming Jianfeng
- Moïra Chevalier : jeune Française nouvellement embauchée
- Lester Timmerman : responsable du département d'intelligence artificielle
- Ignacio Esquer : informaticien espagnol
- Wang Yun : Chinois responsable de l'équipe de reconnaissance vocale
- Kiran Kapoor : médecin responsable du département de recherche médicale
- Regina Lim : responsable de la sécurité
- Tove Johanssen : Norvégienne psychologue clinicienne
- Carrie Law : ancienne employée suicidée

### Personnel de la police
- Jasmine Wu : superintendante de la police
- Mo-Po Chan : jeune inspecteur de police
- Elijah (le Vieux) : collègue de Chan

### Membre detriade
- Ronny Mok : membre influent de Wo Shing Wo

## Éditions
Comme les romans précédents de l’auteur, M, le bord de l'abîme est édité par XO éditions. Il parait le 21 mars 2019. Une édition en livre de poche sort le 2 avril 2020 aux éditions Pocket.